# Bouliac
Bouliac est une commune du Sud-Ouest de la France, située dans le département de la Gironde, en région Nouvelle-Aquitaine.

## Géographie

### Localisation
Située dans l'Entre-deux-Mers,, sur la rive droite de la Garonne, au sud-est de Bordeaux, dans son aire et son unité urbaine, Bouliac présente un excellent point de vue sur l'agglomération bordelaise, depuis les hauteurs de l'esplanade de l'église Saint-Siméon.

### Aux alentours

Bouliac au sein de Bordeaux Métropole.

Les communes les plus proches sont Floirac (3 km), Carignan-de-Bordeaux (3 km), Latresne (4 km), Bègles (4 km), Cenon (5 km), Tresses (5 km), Artigues-près-Bordeaux (5 km), Cénac (5 km), Fargues-Saint-Hilaire (5 km) et Villenave-d'Ornon (6 km).
|                   | Floirac  | Tresses              |
| Bègles La Garonne | Bouliac  |                      |
|                   | Latresne | Carignan-de-Bordeaux |

### Géographie physique
La commune s'étend sur plus de 7 km2 (748 hectares), avec une partie basse à l'ouest délimitée par la Garonne. L'altitude varie de 4 à 84 mètres.
Son territoire se trouve sur l'unité paysagère de la campagne résidentielle de l'Entre-Deux-Mers. Quelques vignes y sont encore cultivées sous l'appellation premières-côtes-de-bordeaux. Mais de plus en plus, elles font place à des lotissements d'habitation toujours plus nombreux.

### Climat
Pour des articles plus généraux, voir Climat de la Nouvelle-Aquitaine et Climat de la Gironde.
Historiquement, la commune est exposée à un climat océanique aquitain.  
En 2020, Météo-France publie une typologie des climats de la France métropolitaine dans laquelle la commune est exposée à un climat océanique et est dans la région climatique Aquitaine, Gascogne, caractérisée par une pluviométrie abondante au printemps, modérée en automne, un faible ensoleillement au printemps, un été chaud (19,5 °C), des vents faibles, des brouillards fréquents en automne et en hiver et des orages fréquents en été (15 à 20 jours).
Pour la période 1971-2000, la température annuelle moyenne est de 12,8 °C, avec une amplitude thermique annuelle de 15,3 °C. Le cumul annuel moyen de précipitations est de 898 mm, avec 12,2 jours de précipitations en janvier et 5,8 jours en juillet. Pour la période 1991-2020, la température moyenne annuelle observée sur la station météorologique la plus proche, située sur la commune de Villenave-d'Ornon à 6 km à vol d'oiseau, est de 14,3 °C et le cumul annuel moyen de précipitations est de 904,1 mm,. Pour l'avenir, les paramètres climatiques de la commune estimés pour 2050 selon différents scénarios d’émission de gaz à effet de serre sont consultables sur un site dédié publié par Météo-France en novembre 2022.

## Urbanisme

### Typologie
Au 1er janvier 2024, Bouliac est catégorisée ceinture urbaine, selon la nouvelle grille communale de densité à sept niveaux définie par l'Insee en 2022.
Elle appartient à l'unité urbaine de Bordeaux, une agglomération intra-départementale regroupant 73  communes, dont elle est une commune de la banlieue,,. Par ailleurs la commune fait partie de l'aire d'attraction de Bordeaux, dont elle est une commune de la couronne,. Cette aire, qui regroupe 275 communes, est catégorisée dans les aires de 700 000 habitants ou plus (hors Paris),.

### Occupation des sols

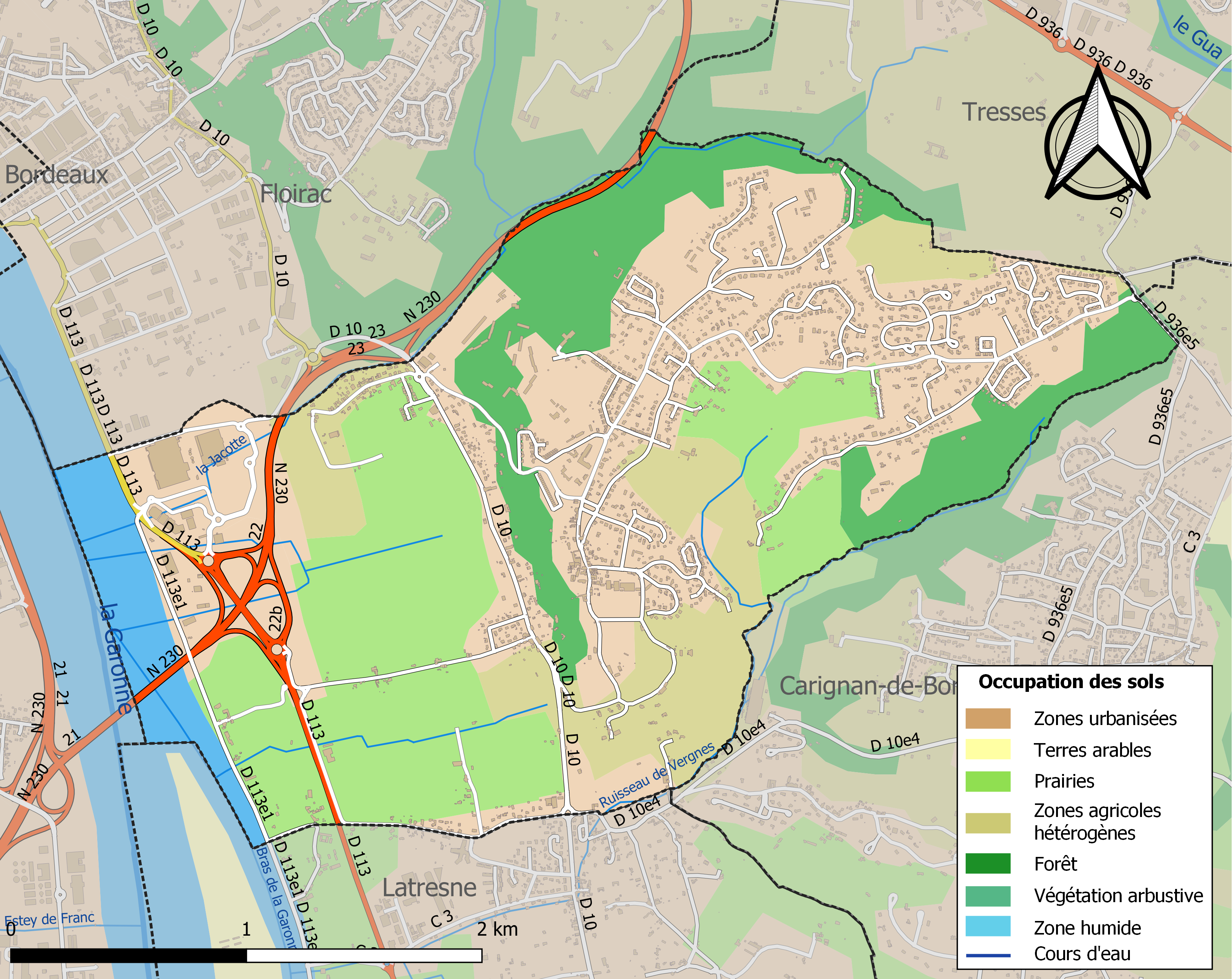
Carte des infrastructures et de l'occupation des sols de la commune en 2018 (CLC).

L'occupation des sols de la commune, telle qu'elle ressort de la base de données européenne d’occupation biophysique des sols Corine Land Cover (CLC), est marquée par l'importance des territoires artificialisés (41,9 % en 2018), en augmentation par rapport à 1990 (20,7 %). La répartition détaillée en 2018 est la suivante : 
zones urbanisées (33,3 %), prairies (25,3 %), forêts (15 %), zones agricoles hétérogènes (13,3 %), zones industrielles ou commerciales et réseaux de communication (8,5 %), eaux continentales (4,6 %). L'évolution de l’occupation des sols de la commune et de ses infrastructures peut être observée sur les différentes représentations cartographiques du territoire : la carte de Cassini (XVIIIe siècle), la carte d'état-major (1820-1866) et les cartes ou photos aériennes de l'IGN pour la période actuelle (1950 à aujourd'hui).

### Voies de communication et transports

#### Réseau routier
- (rocade)
- 22 Centre commercial
- 23 Pont de Bouliac

 et  vers Latresne, Langoiran et Cadillac. 

L'avenue de la Belle Étoile donne sur la route D 936E5 entre Tresses et Carignan-de-Bordeaux à la sortie de la commune (extrême est).

#### RéseauTBMdepuis le 4 septembre 2023
Bouliac est desservie par les lignes TBM suivantes :
- 16 - 25 - 32 - FlexBouliac

#### RéseauTransGironde
Les lignes TransGironde 403, 404, 405 et 501 relient la station de tram Stalingrad à Camblanes-et-Meynac, Créon, Saint-Léon, Sauveterre-de-Guyenne, Carignan-de-Bordeaux, Saint-Caprais-de-Bordeaux, Tabanac, Cambes, Cadillac et Langon.

### Risques majeurs
Le territoire de la commune de Bouliac est vulnérable à différents aléas naturels : météorologiques (tempête, orage, neige, grand froid, canicule ou sécheresse), inondations, mouvements de terrains et séisme (sismicité faible). Un site publié par le BRGM permet d'évaluer simplement et rapidement les risques d'un bien localisé soit par son adresse soit par le numéro de sa parcelle.
La commune fait partie du territoire à risques importants d'inondation (TRI) de Bordeaux, regroupant les 28 communes concernées par un risque de submersion marine ou de débordement de la Garonne, un des 18 TRI qui ont été arrêtés fin 2012 sur le bassin Adour-Garonne. Les crues significatives qui se sont produites au XXe siècle, avec plus de 6,70 m mesurés au marégraphe de Bordeaux sont celles du 27 décembre 1999 (7,05 m, débit de la Garonne de 700 m3/s), du 13 décembre 1981 (6,85 m, 1500 à 2 000 m3/s), du 19 mars 1988 (6,84 m, 4 000 m3/s), du 7 février 1996 (6,77 m, 1 000 m3/s) et du 28 avril 1998 (6,73 m, 2 700 m3/s). Au XXIe siècle, ce sont celles liées à la tempête Xynthia du 28 février 2010 (6,92 m, 816 m3/s) et du 31 janvier 2014 (6,9 m, 2500 à 3 000 m3/s). Des cartes des surfaces inondables ont été établies pour trois scénarios : fréquent (crue de temps de retour de 10 ans à 30 ans), moyen (temps de retour de 100 ans à 300 ans) et extrême (temps de retour de l'ordre de 1 000 ans, qui met en défaut tout système de protection). La commune a été reconnue en état de catastrophe naturelle au titre des dommages causés par les inondations et coulées de boue survenues en 1983, 1987, 1992, 1999, 2009, 2013 et 2021,.
Les mouvements de terrains susceptibles de se produire sur la commune sont des éboulements, chutes de pierres et de blocs et des tassements différentiels.

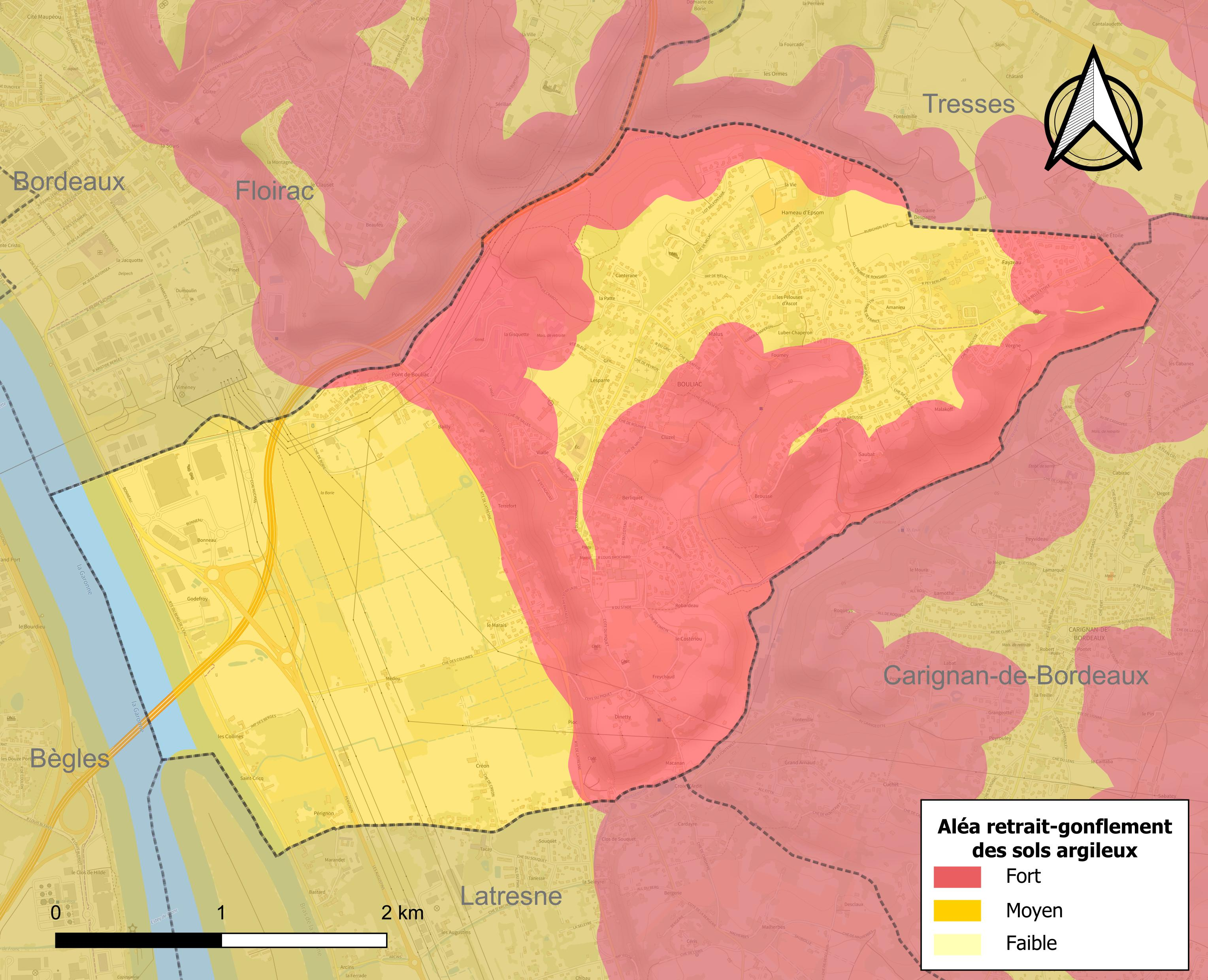
Carte des zones d'aléa retrait-gonflement des sols argileux de Bouliac.

Le retrait-gonflement des sols argileux est susceptible d'engendrer des dommages importants aux bâtiments en cas d’alternance de périodes de sécheresse et de pluie. 97,9 % de la superficie communale est en aléa moyen ou fort (67,4 % au niveau départemental et 48,5 % au niveau national). Sur les 1 233 bâtiments dénombrés sur la commune en 2019, 1 233 sont en aléa moyen ou fort, soit 100 %, à comparer aux 84 % au niveau départemental et 54 % au niveau national. Une cartographie de l'exposition du territoire national au retrait gonflement des sols argileux est disponible sur le site du BRGM,.
Par ailleurs, afin de mieux appréhender le risque d’affaissement de terrain, l'inventaire national des cavités souterraines permet de localiser celles situées sur la commune.
Concernant les mouvements de terrains, la commune a été reconnue en état de catastrophe naturelle au titre des dommages causés par la sécheresse en 1990, 1991, 1992, 1998, 2003, 2005, 2009 et 2011 et par des mouvements de terrain en 1999.

## Toponymie
Le toponyme est documenté dès le VIe siècle (Grégoire de Tours) sous la forme in vico Vodollacensi (au village Bouliacais).
Le nom de la commune a par la suite connu diverses formes au fil du temps, allant de Boliac (119-1201) à Bouliac en passant entre autres par Bolhyac ou Bouilliac.
Il s’agit d’un nom de domaine gallo-roman en -ac basé sur le nom du propriétaire. La forme de Grégoire de Tours incite à postuler un nom d’homme *Bodollus. Par ailleurs, le nom Bodlius, attesté en Dalmatie, s’accorde bien avec l’évolution phonétique vers Bouliac.
En graphie occitane, le nom de la commune s'écrit Boliac (de même prononciation [buˈljak]).
Les habitants sont appelés les Bouliacais.

## Histoire
À l'époque de Grégoire de Tours (539-594) le site aurait correspondu au vicus Vodollacensis, d'après l'érudit bordelais Camille Jullian.
En dehors de plusieurs trésors monétaires gallo-romains, les découvertes archéologiques proviennent du site de l'église Saint-Siméon et de son cimetière et font remonter l'époque du sanctuaire à la période mérovingienne.
Pey Berland fut curé de Bouliac de 1413 à 1427 : le chapitre de Saint-André de Bordeaux était titulaire de la cure de Bouliac et Pey Berland y fut nommé alors qu'il était chanoine de la cathédrale. L'abbé Baurein, qui avait consulté le Livre de raison, rapporte que sa famille possédait un bien au pied des collines de Bouliac et qu'il acheta un bourdieu avec des vignes à côté de l'église : « ...j'ai acheté à amanieu de Broglio un bourdieu avec son vignoble dans cette paroisse de Bouliac, près de l'église, dans un lieu appelé à Casau Johan, pour fonder une messe, le lundi, dans l'église de Bouliac ».
Au Moyen Âge, les pâturages dans les palus de Bouliac sont recherchés des bouchers bordelais qui y font paître leur bétail ; à partir de la fin du Moyen Âge, la vogue des bourdieus appartenant aux notables bordelais est source d'implantations lucratives et pas simplement ostentatoires, zones pionnières pour la recherche de qualité du vignoble bordelais.
Le zonage archéologique par arrêté préfectoral de la région Aquitaine, en date du 26 juin 2009, signale cinq zones sensibles présentant un risque patrimonial :
- Godefroy et la Saide : port et maison noble ;
- l'église : occupation depuis le paléolithique ;
- Macanan ;
- la maison de Loc Boue ;
- la maison forte du château du Pian ;
- le moulin médiéval du Pian[34]. Ce dernier est attesté depuis 1522 mais pourrait dater du début du XIVe siècle[35]. Un système hydraulique a été aménagé en amont sur environ 400 m afin d'accroître le débit de l'eau[35]. Ce système incluait un bassin de rétention ainsi qu'une série de chutes d'eau[35]. L'ensemble, bien que réduit à l'état de ruines au milieu des bois est toujours visible actuellement[36].

## Politique et administration

### Administration municipale
La commune a été érigée en municipalité en 1793.

### Rattachements administratifs et électoraux
La commune de Bouliac appartient à l'arrondissement de Bordeaux. À la suite du découpage territorial de 2014 entré en vigueur à l'occasion des élections départementales de 2015, la commune est transférée du canton de Floirac supprimé au canton de Cenon modifié,.

### Instances judiciaires
Il n'y a pas d'administration judiciaire sur la commune. Le Tribunal d'instance, le Tribunal de grande instance, le Tribunal pour enfants, le Tribunal de commerce, le Conseil des prud'hommes et le Tribunal paritaire des baux ruraux se trouvent à Bordeaux, de même que la Cour d'appel, la Cour d'assises, le Tribunal administratif et la Cour administrative d'appel.

### Autres administrations
La caserne de gendarmerie du quartier Béteille comprend l'escadron EGM 26/2 de gendarmerie mobile, placé sous l'autorité du groupement II/2 de gendarmerie mobile, la section de recherches de Bordeaux et la compagnie de gendarmerie de Bordeaux-Bastide se trouve sur le territoire de la commune de Bouliac.

### Jumelages
Jumelage avec la commune de Bouliac :
 Saxon (Valais) (Suisse) depuis 1993.

## Population et société

### Démographie
L'évolution du nombre d'habitants est connue à travers les recensements de la population effectués dans la commune depuis 1793. Pour les communes de moins de 10 000 habitants, une enquête de recensement portant sur toute la population est réalisée tous les cinq ans, les populations de référence des années intermédiaires étant quant à elles estimées par interpolation ou extrapolation. Pour la commune, le premier recensement exhaustif entrant dans le cadre du nouveau dispositif a été réalisé en 2006.

En 2022, la commune comptait 3 806 habitants, en évolution de +7,15 % par rapport à 2016 (Gironde : +6,91 %, France hors Mayotte : +2,11 %).
| 1793 | 1800 | 1806 | 1821 | 1831 | 1836 | 1841 | 1846 | 1851 |
| ---- | ---- | ---- | ---- | ---- | ---- | ---- | ---- | ---- |
| 849  | 522  | 495  | 648  | 663  | 667  | 677  | 702  | 696  |

| 1856 | 1861 | 1866 | 1872 | 1876 | 1881 | 1886 | 1891 | 1896 |
| ---- | ---- | ---- | ---- | ---- | ---- | ---- | ---- | ---- |
| 715  | 788  | 773  | 730  | 686  | 699  | 697  | 731  | 721  |

| 1901 | 1906 | 1911 | 1921 | 1926 | 1931 | 1936 | 1946 | 1954 |
| ---- | ---- | ---- | ---- | ---- | ---- | ---- | ---- | ---- |
| 752  | 791  | 752  | 790  | 739  | 803  | 841  | 930  | 963  |

| 1962  | 1968  | 1975  | 1982  | 1990  | 1999  | 2006  | 2011  | 2016  |
| ----- | ----- | ----- | ----- | ----- | ----- | ----- | ----- | ----- |
| 1 084 | 1 102 | 2 375 | 2 398 | 2 841 | 3 248 | 3 087 | 3 140 | 3 552 |

| 2021  | 2022  | - | - | - | - | - | - | - |
| ----- | ----- | - | - | - | - | - | - | - |
| 3 773 | 3 806 | - | - | - | - | - | - | - |

### Enseignement
Située dans l'académie de Bordeaux, l'enseignement primaire est assuré sur la commune de Bouliac par le groupe scolaire André Peynaud constitué d'une école maternelle, avenue de la Belle Étoile, et d'une école élémentaire publique, parc de Vialle. On y trouve aussi deux établissements péri-scolaires, une crèche et un relais d'assistantes maternelles (RAM), ainsi que des services annexes comme un transport scolaire dédié,.
L'établissement de premier cycle du second degré dont dépend la commune est le collège Nelson Mandela de Floirac.

### Manifestations culturelles et festivités
Depuis 1999, l'association Amanieu organise une manifestation historico-culturelle Les médiévales de Bouliac, généralement au mois de septembre, dont la 16e édition s'est déroulée en septembre 2015. La manifestation reconstitue la vie du village au Moyen Âge, autour de banquets, spectacles et reconstitutions historiques.
Une Nocturne pédestre est organisée tous les mois de juin. Celle de juin 2015 en a été la 21e édition.

### Sports
On trouve plusieurs installations sportives sur la commune : deux salles omnisports, quatre courts de tennis, un dojo, une salle de gymnastique, deux terrains de football, un skatepark et un boulodrome.

## Économie

### Revenus de la population et fiscalité
La médiane du revenu disponible par unité de consommation était en 2012 de 27 250 €, pour 20 388 € sur le département (la moyenne nationale est de 23 782 €). 81 % des foyers fiscaux étaient imposables, pour 65 % sur le département.

### Emploi
En 2012, la population âgée de 15 à 64 ans s'élevait à 2 064 personnes, parmi lesquelles on comptait 73 % d'actifs dont 69 % ayant un emploi et 4 % de chômeurs. Au 3e trimestre 2013, le taux de chômage dans la zone d'emploi de Bordeaux à laquelle appartient Bouliac était de 10,5 %.

### Tissu économique
Les activités économiques sur le territoire de Bouliac sont principalement issues du secteur tertiaire. Sur 319 établissements présents sur la commune à fin 2013, 1 % relevaient du secteur de l'agriculture (pour une moyenne de 6 % sur le département), 4 % du secteur de l'industrie, 10 % du secteur de la construction, 76 % de celui du commerce et des services (pour 64 % sur le département) et 9 % du secteur de l'administration et de la santé.
La commune se trouve dans la zone de plusieurs appellations.
- Viticulture : AOC AOP Bordeaux blanc, AOC AOP Bordeaux blanc avec sucres, AOC AOP Bordeaux clairet, AOC AOP Bordeaux claret, AOC AOP Bordeaux rosé, AOC AOP Bordeaux rouge ou claret, AOC AOP Bordeaux supérieur blanc, AOC AOP Bordeaux supérieur rouge, AOC AOP Côtes de Bordeaux, AOC AOP Côtes de Bordeaux Cadillac, AOC AOP Crémant de Bordeaux blanc, AOC AOP Crémant de Bordeaux rosé, AOC AOP Premières Côtes de Bordeaux, ainsi que IGP Atlantique blanc, IGP Atlantique primeur ou nouveau blanc, Atlantique primeur ou nouveau rosé, Atlantique primeur ou nouveau rouge, Atlantique rosé, Atlantique rouge ;
- Produits agricoles d'élevage : IGP agneau de Pauillac, IGP bœuf de Bazas, canard à foie gras du Sud-Ouest (Chalosse, Gascogne, Gers, Landes, Périgord, Quercy) ;
- Spécialité : IGP jambon de Bayonne[54].

On trouve plusieurs activités commerciales sur la commune : immobilier, aménagements extérieurs, tâches domestiques, restauration, dont le restaurant étoilé Le Saint James, des commerces de distribution, dont la zone commerciale Auchan-Bouliac, un opérateur du réseau de fibre optique de la métropole bordelaise, la société Inolia, ou encore l'émetteur de Bouliac, émetteur hertzien de TDF le plus haut de la Gironde avec 232 mètres.

## Culture locale et patrimoine

### Lieux et monuments

#### Anciens lieux-dits

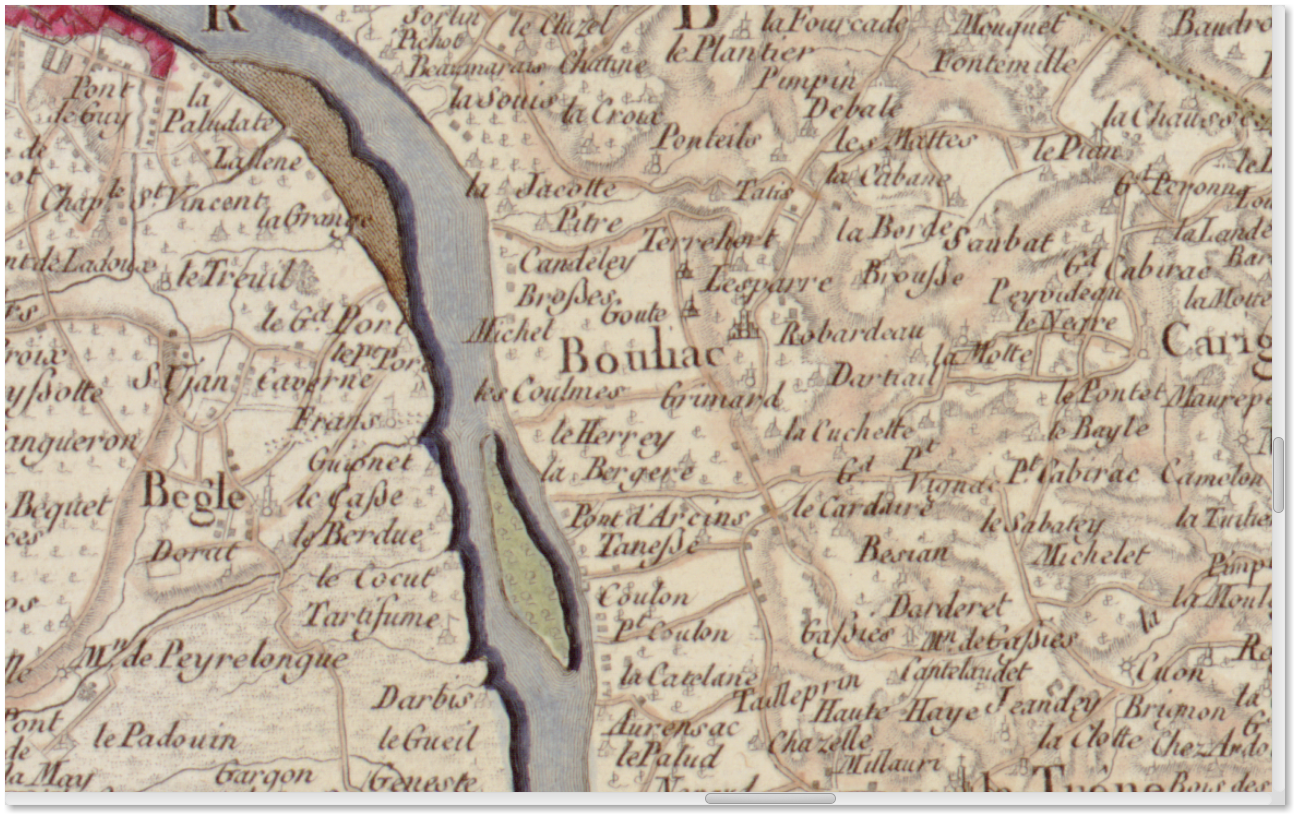
Topographie, toponymes et anciens lieux-dits, sur la carte de Cassini, en 1756.

Le tracé de certains chemins est repérable sur les anciennes cartes, par exemple celles de Cassini et de Belleyme, dont les relevés datent du XVIIIe siècle.
Le siècle suivant a laissé des séries de documents précieux, notamment pour s'informer sur l'évolution de l'exploitation agricole et économique du territoire :
- le cadastre napoléonien en 1824 : tableau d'assemblage, le bourg et La Palus sur le site des Archives départementales ;
- la carte d'État-Major sur Geoportail ;
- et la carte départementale éditée par le conseil général de la Gironde en 1875[57].

#### Patrimoine architectural
|  |

- L'église Saint-Siméon, construite au XIIe siècle, est protégée au titre des Monuments historiques depuis 1862[58].
- L'hôtel Saint-James où officia le cuisinier étoilé Jean-Marie Amat est l'œuvre de l'architecte Jean Nouvel.

- Le château de l'Ange est l'ancien château de Bouliac. Réquisitionné par la Marine allemande pendant la Seconde Guerre mondiale, il a été détruit lors du départ des troupes de Bordeaux, très certainement le 25 août 1944. Ses ruines se trouvent maintenant dans l'enceinte du quartier Béteille[60].
- Le château Lavergne et une partie de son ancien parc.
- Le domaine de Macanan et ses trois terrasses aménagées sur le coteau de la vallée du ruisseau du Pian, soutenues par d’énormes murs et renforcées par trois bastions.
- Le domaine viticole de Freychaud (Montjouan).
- Le château Montjouan et son domaine viticole.

| - Château de Bouliac. - Château Lavergne. - Château Macanan. - Château Freychaud. - Château Monjouan. |

- Le château de Terrefort, sur la première terrasse naturelle de la vallée de la Garonne, bâti sur une terrasse artificielle maçonnée. L'ancienne maison du régisseur ainsi que l'ancien vivier ont été préservés.
- Le château de Vialle, reconstruit par cet architecte bordelais en 1756.
- La Maison Vettiner en centre-ville.

| - Château Pervenche. - Château Terrefort. - Château du Dragon. - Château Lubert-Chaperon. - Domaine de Vial. |

- La mairie et son escalier commun pour les classes des filles et des garçons.

|  |

- Le quartier du marais qui se trouvait à la croisée d'anciens chemins commerciaux.
- L'ancienne gare, à la limite des communes de Latresne et de Bouliac, sur le chemin de Matte.

|  |

- Le domaine de Fourney[61] situé sur une petite terrasse dominant le vallon du ruisseau de Fournets.
- Le château de Kermorvan, au bord du coteau qui domine la vallée de la Garonne. Le parc a été inscrit à l'Inventaire des Sites le 5 novembre 1943.
- Le château Malakoff qui a remplacé l'ancien bourdieu en 1865. Il est implanté sur le plateau qui domine la vallée du ruisseau du Pian et entouré d’un parc et de prairies. L'orangerie n'a pas été conservée.
- Le château du Pian, dont la construction date de 1873, qui a remplacé les monuments qui se sont succédé depuis la maison forte du XIVe siècle.

### Personnalités liées à la commune
- Rémi Lajus, fondateur du groupe Les Ignobles du Bordelais
- Jean Nouvel, architecte de l'hôtel Saint-James de Bouliac[62].
- Philippe Petit, musicien-guitariste de Jazz qui a vécu à Bouliac.

### Héraldique
| Armes | Les armes de Bouliac se blasonnent ainsi : Écartelé, au premier de gueules au château couvert en croupe sommé de deux cheminées, de deux tours couvertes girouettées, le tout d'argent ouvert et ajouré de sable, soutenu d'une rivière ondée d'or mouvant de la pointe, chargée d'un poisson aussi d'argent, au chef cousu d'azur chargé de trois monts isolés de trois coupeaux d'argent, au deuxième d'azur à la colonne d'argent chargée d'une croisette soudée d'or sur son piédestal, au léopard du même brochant sur le tout, au rayon de gloire de quatre pointes aussi d'or mouvant en barre de l'angle senestre du chef, au troisième d'azur à la gabarre équipée et habillée d'argent voguant sur une rivière agitée d'or mouvant de la pointe entre deux rives aussi d'argent mouvant des flancs, ladite gabarre chargée de barriques du même, accompagné d'un croissant d'argent au canton dextre, au quatrième de gueules au chevron d'argent accompagné de trois grappes de raisin d'or, les deux du chef dans le sens du chevron. |